# Danh sách xã thuộc tỉnh An Giang
Tính đến ngày 1 tháng 1 năm 2025, tỉnh An Giang có 155 đơn vị hành chính cấp xã, trong đó có 110 xã.
Dưới đây là danh sách các xã thuộc tỉnh An Giang hiện nay.
| Xã              | Trực thuộc           | Diện tích (km²) | Dân số (người) | Mật độ dân số (người/km²) | Thành lập |
| --------------- | -------------------- | --------------- | -------------- | ------------------------- | --------- |
| An Bình         | Huyện Thoại Sơn      |                 |                |                           |           |
| An Cư           | Thị xã Tịnh Biên     |                 |                |                           |           |
| An Hảo          | Thị xã Tịnh Biên     |                 |                |                           |           |
| An Hòa          | Huyện Châu Thành     |                 |                |                           |           |
| An Nông         | Thị xã Tịnh Biên     |                 |                |                           |           |
| An Thạnh Trung  | Huyện Chợ Mới        |                 |                |                           |           |
| An Tức          | Huyện Tri Tôn        |                 |                |                           |           |
| Bình Chánh      | Huyện Châu Phú       |                 |                |                           |           |
| Bình Hòa        | Huyện Châu Thành     |                 |                |                           |           |
| Bình Long       | Huyện Châu Phú       |                 |                |                           |           |
| Bình Mỹ         | Huyện Châu Phú       |                 |                |                           |           |
| Bình Phú        | Huyện Châu Phú       |                 |                |                           |           |
| Bình Phước Xuân | Huyện Chợ Mới        |                 |                |                           |           |
| Bình Thành      | Huyện Thoại Sơn      |                 |                |                           |           |
| Bình Thạnh      | Huyện Châu Thành     |                 |                |                           |           |
| Bình Thạnh Đông | Huyện Phú Tân        |                 |                |                           |           |
| Bình Thủy       | Huyện Châu Phú       |                 |                |                           |           |
| Cần Đăng        | Huyện Châu Thành     |                 |                |                           |           |
| Châu Lăng       | Huyện Tri Tôn        |                 |                |                           |           |
| Châu Phong      | Thị xã Tân Châu      | 21,43           |                |                           |           |
| Đào Hữu Cảnh    | Huyện Châu Phú       |                 |                |                           |           |
| Định Mỹ         | Huyện Thoại Sơn      |                 |                |                           |           |
| Định Thành      | Huyện Thoại Sơn      |                 |                |                           |           |
| Hiệp Xương      | Huyện Phú Tân        |                 |                |                           |           |
| Hòa An          | Huyện Chợ Mới        |                 |                |                           |           |
| Hòa Bình        | Huyện Chợ Mới        |                 |                |                           |           |
| Hòa Bình Thạnh  | Huyện Châu Thành     |                 |                |                           |           |
| Hòa Lạc         | Huyện Phú Tân        |                 |                |                           |           |
| Khánh An        | Huyện An Phú         |                 |                |                           |           |
| Khánh Bình      | Huyện An Phú         |                 |                |                           |           |
| Khánh Hòa       | Huyện Châu Phú       |                 |                |                           |           |
| Kiến An         | Huyện Chợ Mới        |                 |                |                           |           |
| Kiến Thành      | Huyện Chợ Mới        |                 |                |                           |           |
| Lạc Quới        | Huyện Tri Tôn        |                 |                |                           |           |
| Lê Chánh        | Thị xã Tân Châu      | 15,03           |                |                           |           |
| Lê Trì          | Huyện Tri Tôn        |                 |                |                           |           |
| Long An         | Thị xã Tân Châu      | 11,23           |                |                           |           |
| Long Điền A     | Huyện Chợ Mới        |                 |                |                           |           |
| Long Điền B     | Huyện Chợ Mới        |                 |                |                           |           |
| Long Giang      | Huyện Chợ Mới        |                 |                |                           |           |
| Long Hòa        | Huyện Phú Tân        |                 |                |                           |           |
| Long Kiến       | Huyện Chợ Mới        |                 |                |                           |           |
| Lương An Trà    | Huyện Tri Tôn        |                 |                |                           |           |
| Lương Phi       | Huyện Tri Tôn        |                 |                |                           |           |
| Mỹ An           | Huyện Chợ Mới        |                 |                |                           |           |
| Mỹ Đức          | Huyện Châu Phú       |                 |                |                           |           |
| Mỹ Hiệp         | Huyện Chợ Mới        |                 |                |                           |           |
| Mỹ Hòa Hưng     | Thành phố Long Xuyên | 21,18           |                |                           |           |
| Mỹ Hội Đông     | Huyện Chợ Mới        |                 |                |                           |           |
| Mỹ Khánh        | Thành phố Long Xuyên | 9,51            |                |                           |           |
| Mỹ Phú          | Huyện Châu Phú       |                 |                |                           |           |
| Mỹ Phú Đông     | Huyện Thoại Sơn      |                 |                |                           |           |
| Nhơn Hội        | Huyện An Phú         |                 |                |                           |           |
| Nhơn Mỹ         | Huyện Chợ Mới        |                 |                |                           |           |
| Núi Tô          | Huyện Tri Tôn        |                 |                |                           |           |
| Ô Lâm           | Huyện Tri Tôn        |                 |                |                           |           |
| Ô Long Vĩ       | Huyện Châu Phú       |                 |                |                           |           |
| Phú An          | Huyện Phú Tân        |                 |                |                           |           |
| Phú Bình        | Huyện Phú Tân        |                 |                |                           |           |
| Phú Hiệp        | Huyện Phú Tân        |                 |                |                           |           |
| Phú Hội         | Huyện An Phú         |                 |                |                           |           |
| Phú Hưng        | Huyện Phú Tân        |                 |                |                           |           |
| Phú Hữu         | Huyện An Phú         |                 |                |                           |           |
| Phú Lâm         | Huyện Phú Tân        |                 |                |                           |           |
| Phú Long        | Huyện Phú Tân        |                 |                |                           |           |
| Phú Lộc         | Thị xã Tân Châu      | 14,73           |                |                           |           |
| Phú Thành       | Huyện Phú Tân        |                 |                |                           |           |
| Phú Thạnh       | Huyện Phú Tân        |                 |                |                           |           |
| Phú Thọ         | Huyện Phú Tân        |                 |                |                           |           |
| Phú Thuận       | Huyện Thoại Sơn      |                 |                |                           |           |
| Phú Vĩnh        | Thị xã Tân Châu      | 14,52           |                |                           |           |
| Phú Xuân        | Huyện Phú Tân        |                 |                |                           |           |
| Phước Hưng      | Huyện An Phú         |                 |                |                           |           |
| Quốc Thái       | Huyện An Phú         |                 |                |                           |           |
| Tà Đảnh         | Huyện Tri Tôn        |                 |                |                           |           |
| Tân An          | Thị xã Tân Châu      | 10,86           |                |                           |           |
| Tân Hòa         | Huyện Phú Tân        |                 |                |                           |           |
| Tân Lập         | Thị xã Tịnh Biên     |                 |                |                           |           |
| Tân Lợi         | Thị xã Tịnh Biên     |                 |                |                           |           |
| Tấn Mỹ          | Huyện Chợ Mới        |                 |                |                           |           |
| Tân Phú         | Huyện Châu Thành     |                 |                |                           |           |
| Tân Thạnh       | Thị xã Tân Châu      | 11,34           |                |                           |           |
| Tân Trung       | Huyện Phú Tân        |                 |                |                           |           |
| Tân Tuyến       | Huyện Tri Tôn        |                 |                |                           |           |
| Tây Phú         | Huyện Thoại Sơn      |                 |                |                           |           |
| Thạnh Mỹ Tây    | Huyện Châu Phú       |                 |                |                           |           |
| Thoại Giang     | Huyện Thoại Sơn      |                 |                |                           |           |
| Văn Giáo        | Thị xã Tịnh Biên     |                 |                |                           |           |
| Vĩnh An         | Huyện Châu Thành     |                 |                |                           |           |
| Vĩnh Chánh      | Huyện Thoại Sơn      |                 |                |                           |           |
| Vĩnh Châu       | Thành phố Châu Đốc   | 21,68           |                |                           |           |
| Vĩnh Gia        | Huyện Tri Tôn        |                 |                |                           |           |
| Vĩnh Hanh       | Huyện Châu Thành     |                 |                |                           |           |
| Vĩnh Hậu        | Huyện An Phú         |                 |                |                           |           |
| Vĩnh Hòa        | Thị xã Tân Châu      | 21,19           |                |                           |           |
| Vĩnh Hội Đông   | Huyện An Phú         |                 |                |                           |           |
| Vĩnh Khánh      | Huyện Thoại Sơn      |                 |                |                           |           |
| Vĩnh Lộc        | Huyện An Phú         |                 |                |                           |           |
| Vĩnh Lợi        | Huyện Châu Thành     |                 |                |                           |           |
| Vĩnh Nhuận      | Huyện Châu Thành     |                 |                |                           |           |
| Vĩnh Phú        | Huyện Thoại Sơn      |                 |                |                           |           |
| Vĩnh Phước      | Huyện Tri Tôn        |                 |                |                           |           |
| Vĩnh Tế         | Thành phố Châu Đốc   | 31,21           |                |                           |           |
| Vĩnh Thành      | Huyện Châu Thành     |                 |                |                           |           |
| Vĩnh Trạch      | Huyện Thoại Sơn      |                 |                |                           |           |
| Vĩnh Trung      | Thị xã Tịnh Biên     |                 |                |                           |           |
| Vĩnh Trường     | Huyện An Phú         |                 |                |                           |           |
| Vĩnh Xương      | Thị xã Tân Châu      | 14,2            |                |                           |           |
| Vọng Đông       | Huyện Thoại Sơn      |                 |                |                           |           |
| Vọng Thê        | Huyện Thoại Sơn      |                 |                |                           |           |